# Sambirejo (Tlogowungu)
Sambirejo is een bestuurslaag in het regentschap Pati van de provincie Midden-Java, Indonesië. Sambirejo telt 1988 inwoners (volkstelling 2010).